# Rue Marcel-Dubois
La rue Marcel-Dubois est une voie située dans le quartier du Bel-Air du 12e arrondissement de Paris.

## Situation et accès
La rue Marcel-Dubois est accessible par la ligne de métro 8 à la station Porte Dorée et par la ligne 3a du tramway à l'arrêt Porte Dorée.

## Origine du nom
Cette rue tient son nom du géographe colonial Edmond Marcel Dubois (1856-1916), en raison de la proximité du Palais de la Porte Dorée qui abritait, dans les années 1930, le Musée des colonies.

## Historique
Cette rue est ouverte en 1932 sur l'emplacement du bastion no 5 de l'enceinte de Thiers et prend son nom actuel par arrêté du 12 janvier 1935.

## Bâtiments remarquables et lieux de mémoire
- La rue débouche sur le bois de Vincennes.
- Elle possède un accès au square Van-Vollenhoven.
- Au no 6 commence le square Paul-Blanchet, une voie privée.
- no 7 : Ida Grinspan (1929-2018), déportée à Birkenau y a vécu[1]
- Le dramaturge Joël Pommerat a habité à l'angle de la rue et du boulevard Poniatowski[2].